# Vandrande pinnar
Vandrande pinnar (Phasmatidae) är en familj av insekter i ordningen spökskräckor som innehåller cirka 2 500 arter. Närbesläktade med de vandrande pinnarna är vandrande blad.

## Kännetecken
Vandrande pinnar har ett naturligt kamouflage som gör att de liknar torra trädkvistar. De förstärker intrycket genom sin hållning, med frambenen utsträckta framför huvudet. Ofta svajar de lätt, om vinden blåser på dem. Till viss del kan de för att reglera temperaturen ändra färg och bli mörkare eller ljusare. Vandrande pinnar har vingar, men på en del arter är de mycket små. Andra arter har ganska stora och vackert färgade vingar, som dock bara syns när de är utfällda. De olika arterna av vandrande pinnar varierar i storlek, men honan är oftast något större än hanen. Världens längsta vandrande pinne är 56,7 centimeter lång och hittades på Borneo år 1989. Insekten upptäcktes av amatörbiologen Datuk Chan Chew Lun och döptes till Phobaeticus chani (Chans vandrande jättepinne).

## Utbredning
I vilt tillstånd återfinns vandrande pinnar i tropiska och subtropiska områden världen över. Några arters status i tropikerna anses som osäker av IUCN, eftersom de påverkas negativt av att man hugger ned regnskogar.

## Levnadssätt
Vandrande pinnar är växtätare och äter blad av olika örter, buskar och träd. Oftast är de aktiva på natten för att undvika fiender.

### Fortplantning
Många arter består nästan enbart av honor, som förökar sig genom partenogenes, jungfrufödsel. Annars lockas hanen till honan genom att hon sänder ut speciella doftämnen, så kallade feromoner. Parningen sker oftast fastklängande på en kvist. Äggen läggs ett och ett, vanligtvis ganska utspridda, och kläcks efter några månader, men vissa ägg kan ligga betydligt längre, upp till 3 år. Beroende på art kan det vara mellan 100 och över 1000 stycken. Ungarna ser ut som små kopior av föräldrarna. 

## Förhållande till människan
Vissa arter av vandrande pinnar, speciellt arten Carausius morosus, är mycket lättskötta och hålls ofta som sällskapsdjur (se även Sungaya inexpectata, filippinsk vandrande pinne).

### Vandrande pinnar som sällskapsdjur
De behöver ett terrarium eller en stor burk som är minst 20 centimeter hög. Där skall också finnas kvistar, som pinnarna kan krypa upp på. Lämplig föda kan till exempel vara sallad, hallonblad, ekblad, blad från blomman "hösteld" (Disanthus cercidifolius), björnbärsblad, citronmeliss, gurka med mera. Lämplig föda varierar dock beroende på art. Det är också lämpligt att ge dem en hög luftfuktighet genom att spruta vatten, med en blomspruta i buren där de lever, cirka 1 till 2 gånger per dag.

### Allmänna källor
- Naturhistoriska riksmuseet